# Klein Bünzow
Klein Bünzow (pol. Boryszów) – gmina w Niemczech, w kraju związkowym Meklemburgia-Pomorze Przednie, w powiecie Vorpommern-Greifswald, wchodzi w skład Związku Gmin Züssow.  

## Transport
Znajduje się tutaj przystanek kolejowy Klein Bünzow.